# Manuel Pérez Candelario
Manuel Pérez Candelario, nació en Zafra, Badajoz, el 21 de mayo de 1983. Es un Gran Maestro Internacional  ajedrez español desde el año 2010. Actualmente trabaja en el Club Magic de Mérida.

## Resultados destacados en competición
Empezó a jugar al ajedrez a los siete años en la Fundación Municipal de Deportes de Zafra. Con once años fue a su primer mundial en Menorca. Maestro Internacional a los 17 años, coleccionó títulos de campeón de España: dos veces juvenil y universitario (ambos en 2002 y en 2003) y sub-18 (2000 y 2001), tres veces por equipos (2006,2007 y 2009) además de subcampeón iberoamericano (2006). 
Asimismo fue campeón absoluto del III Campeonato de España individual abierto, en Burgos en el año 2003.
Participó en las Olimpíadas de ajedrez de 2004 en Calviá en España B y en el Campeonato de Europa de ajedrez por equipos de 2005 en Gotemburgo En 2005 obtuvo el tercer lugar (tras Enrique Rodríguez Guerrero e Ivan Cheparinov) en el torneo de Dos Hermanas. En 2007 ganó la Copa de Europa de clubes de ajedrez con el club Linex Magic de Mérida del que es capitán, algo que nunca había logrado el ajedrez español. En ese mismo año recibió el Premio Extremadura del Deporte. Fue entrenador y analista de Alexei Shirov y el único en ganar dos veces seguidas el fuerte torneo abierto internacional de La Roda, decano de los de España, la última en 2019 (46.º edición), alcanzando un Elo de 2.687. Interesado en las aplicaciones terapéuticas, didácticas y sociales del ajedrez, es también coautor junto a Juan Antonio Montero de un libro introductorio al juego: Ajedrez a tu alcance: de cero a cien años (2010).